# Дусе, Клеман
Клеман Дусе (9 апреля 1895, Брюссель — 15 октября 1950, Брюссель) — бельгийский пианист, известный своим дуэтом с Жаном Винером.

## Биография
Изучал музыку в Брюссельской консерватории, затем выступал в качестве пианиста. Перешёл от исполнения полек в кабаре к фугам Иоганна Себастьяна Баха на церковном органе. В 1923 году познакомился с Жаном Винером в Париже. Между ними сложился творческий дуэт, они играли вместе на двух фортепиано и выступали с концертами в Театре Елисейских полей. За 15 лет они выступили более 2 000 раз.
Будучи изначально классическим пианистом, Дусе изучил джаз в Соединённых Штатах, до образования дуэта в межвоенный период. Его карьера, в отличие от карьеры Жана Винера, не пережила Вторую мировую войну, и он умер позабытый всеми в 1950 году.
В своей пьесе «Шопената» Клеман Дусе даёт джазовую версию некоторых произведений Шопена.

## Издания
- Винер и Дусе во время Le Bœuf sur le Toit, Париж, Адес, 1980, две пластинки.

## Иконография
- Винер и Дусе, плакат-литография Пола Колина, Музей Виктории и Альберта, Лондон[3] .